# Teatro Cultura Inglesa
Teatro Cultura Inglesa é um teatro localizado na cidade de São Paulo. Pertence a companhia Cultura Inglesa.

## Crítica
Em 28 de setembro de 2014, foi publicado na Folha de S.Paulo o resultado da avaliação feita pela equipe do jornal ao visitar os sessenta maiores teatros da cidade de São Paulo. O local foi premiado com três estrelas, uma nota "regular", com o consenso: "A sala de espetáculo é boa, com ótima visão do palco tanto dos lugares mais próximos quanto dos últimos — e o espaçamento entre as poltronas também é correto. Porém, as saídas de emergência não são bem localizadas. O banheiro é pequeno e muita gente desiste por causa da fila. Na programação, o destaque são as peças faladas em inglês."